# Hans Schlimpert
Hans (Johannes) Schlimpert (* 21. April 1882 in Meißen; † 25. Januar 1914 in Freiburg im Breisgau) war ein deutscher Gynäkologe.
Schlimpert studierte in Dresden und erhielt dort auch eine bakteriologische und pathologische Ausbildung. In Dresden war er bei Georg Schmorl am pathologischen Institut in Dresden-Friedrichstadt. Er promovierte 1906 in Freiburg im Breisgau mit einer Dissertation über den Einfluss des Skopolamin-Morphium-Dämmerschlafes auf die Wehentätigkeit. 1910 war er Oberarzt und Assistent an der Universitätsfrauenklinik Freiburg bei Bernhard Krönig und zuletzt dort Privatdozent. Vor seinem jähen Tod setzte man in Freiburg große Hoffnungen als (so Bernhard Krönig im Nachruf) einem der führenden akademischen Lehrer in Gynäkologie der nächsten Generation.
Er forschte unter anderem Tuberkulose in den weiblichen Genitalorganen und fand, dass diese nur Teilerscheinung des größeren Infektionsgeschehens war, und insbesondere über Narkose bei gynäkologischen und anderen Operationen im Bauchraum. Nach Krönig (Nachruf) machte er zuerst die Sakralanästhesie für die Bauchchirurgie verwendbar. 
Zuletzt arbeitete er über die Rolle von Drüsen der inneren Sekretion, besonders der Hypophyse, in der Gynäkologie, und über eitrige Bauchfellentzündung, wobei er nach umfangreicher Literaturauswertung feststellte, dass zu dieser Zeit keine aussichtsreiche Therapie existierte. An dieser Komplikation eines Blinddarmdurchbruchs starb er selbst 1914.
Er trug zum 1919 erschienenen Band 6 der ersten Auflage des Handbuchs der inneren Medizin bei.

## Schriften
- Die Tuberkulose bei der Frau, insbesondere Bauchfell- und Genitaltuberkulose, Tuberkulose des uropatischen Systems, Tuberkulose während der Schwangerschaft und im Wochenbett auf Grund 3514 Sektionen, Archiv f. Gyn., Band 93, 1911, S. 863
- Studien zum Wert der Narkose in der Gynäkologie, Archiv für Gynäkologie, Band 103, 1915
- Über den Wert der Bauchhöhlendrainage, Z. f. Geburtshilfe und Gynäkologie, Band 72, 1922, S. 61

Artikel im Handbuch der inneren Medizin, Springer 1919, Band 6:
- mit Otto Pankow, Beziehungen zwischen Genitalerkrankungen und Intestinaltraktus,
- Beziehungen der Erkrankung von Leber und Gallenwegen zum weiblichen Genitale,
- Beziehungen zwischen Erkrankungen des uropoetischen Systems und Genitalerkrankungen beim Weib,
- Beziehungen zwischen Genitalerkrankungen und den Organen mit innerer Sekretion